# Młodzieżowe Drużynowe Mistrzostwa Polski na Żużlu 1980
Młodzieżowe Drużynowe Mistrzostwa Polski 1980 – trzecia edycja corocznego turnieju mającego wyłonić najlepszą drużynę, składającą się z zawodników, którzy nie ukończyli jeszcze 21 roku życia.

## Drużyny
| Grupa I                                                                      | Grupa II                                                                 | Grupa III                                                       | Grupa IV                                                                |
| ---------------------------------------------------------------------------- | ------------------------------------------------------------------------ | --------------------------------------------------------------- | ----------------------------------------------------------------------- |
| Wybrzeże Gdańsk KS Toruń Gwardia Łódź GTŻ Grudziądz Stal Gorzów Wielkopolski | Polonia Bydgoszcz Ostrovia Ostrów Wielkopolski Start Gniezno Unia Leszno | ZKŻ Zielona Góra Kolejarz Opole ROW Rybnik Śląsk Świętochłowice | Włókniarz Częstochowa WTS Wrocław Motor Lublin Stal Rzeszów Unia Tarnów |

## Eliminacje
| Poz. | Klub                     | Punkty | +/-  |
| ---- | ------------------------ | ------ | ---- |
| 1    | Wybrzeże Gdańsk          | 10     | +140 |
| 2    | KS Toruń                 | 9      | +121 |
| 3    | Gwardia Łódź             | 7      | +98  |
| 4    | Stal Gorzów Wielkopolski | 1 3    | +64  |
| 4    | GTŻ Grudziądz            | 1      | +54  |

| Poz. | Klub                         | Punkty | +/-  |
| ---- | ---------------------------- | ------ | ---- |
| 1    | Start Gniezno                | 10     | +128 |
| 2    | Unia Leszno                  | 8      | +108 |
| 3    | Polonia Bydgoszcz            | 6      | +102 |
| 4    | Ostrovia Ostrów Wielkopolski | 0      | +38  |

| Poz. | Klub                 | Punkty | +/-  |
| ---- | -------------------- | ------ | ---- |
| 1    | ZKŻ Zielona Góra     | 11     | +145 |
| 2    | ROW Rybnik           | 8      | +122 |
| 3    | Kolejarz Opole       | 5      | +75  |
| 4    | Śląsk Świętochłowice | 0      | +36  |

| Poz. | Klub                  | Punkty | +/-  |
| ---- | --------------------- | ------ | ---- |
| 1    | WTS Wrocław           | 8      | +128 |
| 2    | Motor Lublin          | 7      | +90  |
| 3    | Stal Rzeszów          | 7      | +90  |
| 5    | Włókniarz Częstochowa | 6      | +88  |
| 5    | Unia Tarnów           | 2      | +78  |

## Finał

### Turnieje
| Poz. | Klub             | Punkty |
| ---- | ---------------- | ------ |
| 1    | ZKŻ Zielona Góra | 37     |
| 2    | Start Gniezno    | 31     |
| 3    | Wybrzeże Gdańsk  | 17     |
| 4    | WTS Wrocław      | 11     |

| Poz. | Klub             | Punkty |
| ---- | ---------------- | ------ |
| 1    | ZKŻ Zielona Góra | 35     |
| 2    | Start Gniezno    | 23+3   |
| 3    | Wybrzeże Gdańsk  | 23+2   |
| 4    | WTS Wrocław      | 14     |

| Poz. | Klub             | Punkty |
| ---- | ---------------- | ------ |
| 1    | ZKŻ Zielona Góra | 45     |
| 2    | Wybrzeże Gdańsk  | 25     |
| 3    | Start Gniezno    | 15     |
| 4    | WTS Wrocław      | 11     |

| Poz. | Klub             | Punkty |
| ---- | ---------------- | ------ |
| 1    | ZKŻ Zielona Góra | 37     |
| 2    | Wybrzeże Gdańsk  | 30     |
| 3    | WTS Wrocław      | 21     |
| 4    | Start Gniezno    | 8      |

### Tabela
| Poz. | Klub             | Punkty | +/-  |
| ---- | ---------------- | ------ | ---- |
| 1    | ZKŻ Zielona Góra | 12     | +154 |
| 2    | Wybrzeże Gdańsk  | 6      | +95  |
| 3    | Start Gniezno    | 5      | +69  |
| 4    | WTS Wrocław      | 1      | +57  |